# Decemberzegel

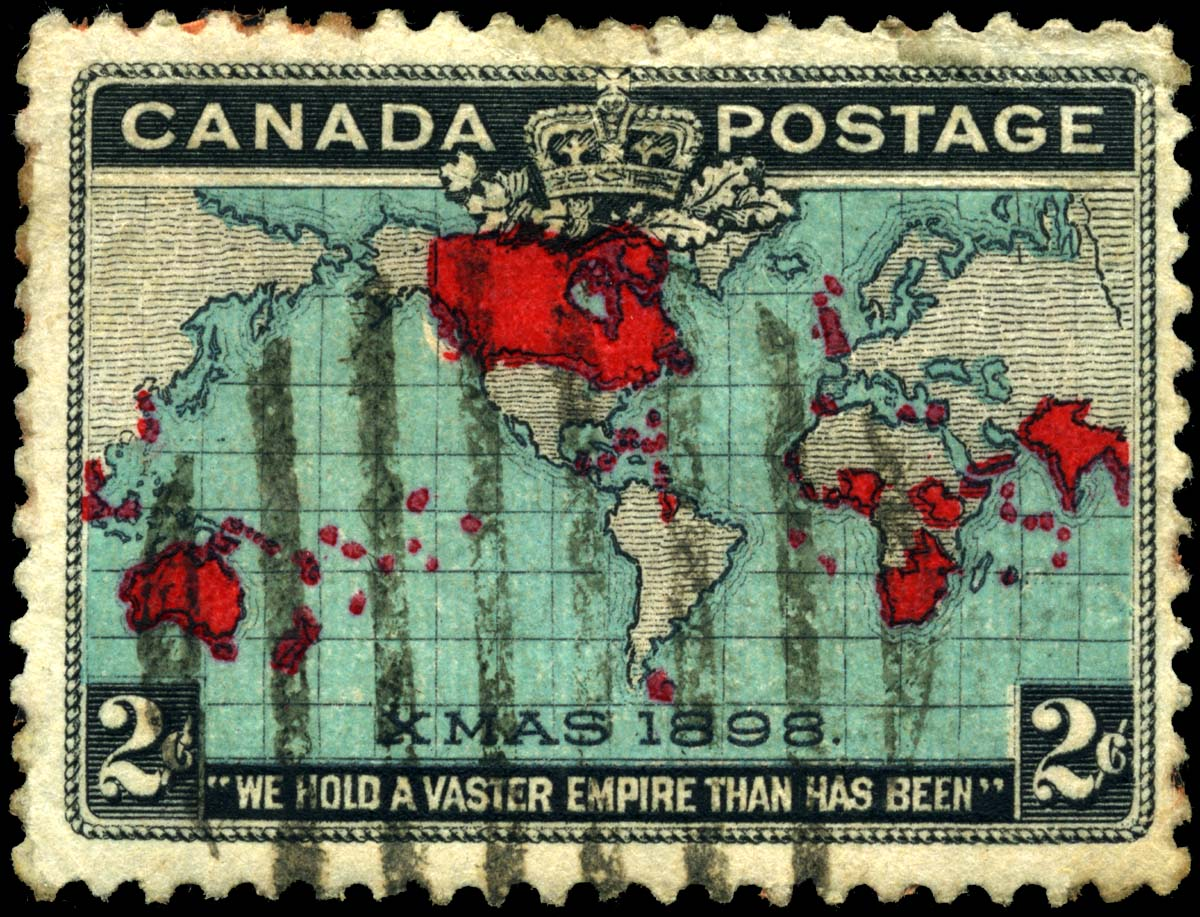
Een Canadese decemberzegel uit 1898

Decemberzegels of kerstzegels zijn speciale postzegels die jaarlijks in de maand december worden uitgegeven. 

## Nederland
De verkoop startte in Nederland in 1987 in de vorm van een boekje en daarna telkens als een velletje. Deze postzegels zijn niet los te koop. In Canada werden reeds in 1898 decemberzegels uitgegeven, dit land was het eerste dat hiermee begon.
Bij frankering met decemberzegels krijgt de verzender in de maand december en de eerste paar dagen van januari korting op de verzending van poststukken binnen Nederland tot 50 gram. Daarna blijven de zegels geldig na bijfrankering tot het geldende tarief. De postzegels uit de jaren 2010 en 2011, met de waardeaanduiding december blijven tot nader order gedurende december in toekomstige jaren geldig. Oudere decemberzegels hebben een prijsaanduiding en bij het gebruik ervan moet men bijfrankeren.

### Tarieven
Bij de invoering in 1987 kostte een decemberzegel 0,50 gulden per stuk. Dit werd verhoogd tot 0,55 gulden in 1991 en tot 0,60 gulden in 2000. Vanwege de invoering van de Euro in 2001 kregen decemberzegels een dubbele waardeaanduiding: 60 guldencent en 27 eurocent.
| Jaren                 | Decemberzegeltarief PostNL |
| --------------------- | -------------------------- |
| dec 1987 t/m dec 1990 | ƒ 0,50                     |
| dec 1991 t/m dec 1999 | ƒ 0,55                     |
| dec 2000              | ƒ 0,60                     |
| dec 2001              | € 0,27 / ƒ 0,60            |
| dec 2002              | € 0,27                     |
| dec 2002 t/m dec 2007 | € 0,29                     |
| dec 2008 t/m dec 2010 | € 0,34                     |
| dec 2011              | € 0,36                     |
| dec 2012              | € 0,40                     |
| dec 2013              | € 0,55                     |
| dec 2014              | € 0,59                     |
| dec 2015              | € 0,64                     |
| dec 2016              | € 0,65                     |
| dec 2017              | € 0,73                     |
| dec 2018              | € 0,78                     |
| dec 2019              | € 0,82                     |
| dec 2020              | € 0,86                     |
| dec 2021 en dec 2022  | € 0,91                     |
| dec 2023              | € 0,96                     |
| dec 2024              | € 1,06                     |

## Trivia
- De decemberzegels 1995 waren de eerste zelfklevende postzegels in Nederland.
- Post gefrankeerd met decemberzegels valt onder de 72-uurs bezorging, dat betekent dat de bezorging in principe binnen 3 dagen geschiedt.
- Vanaf 2017 was het ook mogelijk om bij Sandd zogenaamde kerstzegels te verkrijgen. De tarieven voor zowel 2017 als 2018 bedroegen € 0,50 per zegel.

andreaskruis · baarfrankering · brandkastzegel · cinderella · decemberzegel · dienstzegel · doorloper · dwangtoeslagzegel · eerste postzegelemissie · gelegenheidszegel · gemeenschappelijke postzegelemissie · gemengde frankering · gepersonaliseerde postzegel · kinderpostzegel · langlopende postzegel · luchtpostzegel · perfin · portzegel · postpakketzegel · postzegel met tab · postzegelboekje · spoorwegzegel · toeslagzegel · vertanding · voorafstempeling · zelfklevende postzegel · zomerpostzegel · zondagstrookje
Portaal · Categorie